# Anacronicta caliginea
Anacronicta caliginea är en fjärilsart som beskrevs av Butler 1881. Anacronicta caliginea ingår i släktet Anacronicta och familjen Pantheidae. Inga underarter finns listade i Catalogue of Life.